# 40th Virginia Infantry
Quarantième régiment d'infanterie de volontaires de Virginie
Le 40th Virginia Volunteer Infantry Regiment (quarantième régiment d'infanterie de volontaires de Virginie) est un régiment d'infanterie levé en Virginie pour servir dans l'armée des États confédérés pendant la guerre de Sécession. Il se bat pendant la plupart du temps avec l'armée de Virginie du Nord. Avant la réorganisation de l'armée à la suite de Chancellorsville, il fait partie de la première brigade de la division légère d'A. P. Hill. Les officiers supérieurs sont le colonel John M. Brockenbrough ; les lieutenants-colonels Fleet W. Cox, Arthur S. Cunningham, et Henry H. Walker ; et les commandants Edward T. Stakes et William T. Taliaferro.

## Organisation
Le 40th Virginia termine son organisation en mai 1861. Ses membres sont recrutés dans les comtés de Northumberland, de Richmond et de Lancaster. 
Parmi les compagnies du régiment on trouve :
- Compagnie A : « Potomac Rifles » - (fusiliers du Potomac)[1](p121)
- Compagnie B : « Totuskey Greys » - (gris de Totuskey)[1](p152)
- Compagnie E (ensuite A) : « Northumberland Artillery » - (artillerie de Northumberland)[1](p109)
- Compagnie H (ensuite F) : « Fairfield Guards » - (gardes de Fairfield)[1](p51)
- Compagnie H : « Lancaster Grays » - (gris de Lancaster)[1](p83)

## Service
Après avoir servi dans le district d'Aquia, l'unité est affectée à la brigade du général Field, de Heth, et de H. H. Walker de l'armée de Virginie du Nord. 
Il participe aux campagnes de l'armée, de la bataille des sept jours jusqu'à celle de Cold Harbor, puis participe au siège de Petersburg au nord du fleuve James et à la campagne d'Appomattox.

## Pertes
Il subit 180 victimes pendant la bataille des sept jours ce qui correspond à environ la moitié de son effectif. L'unité a 4 blessés à Cedar Mountain, a 14 tués et 73 blessés à Chancellorsville, et  sur les 253 hommes engagés à Gettysburg plus de vingt pour cent sont mis hors de combat. Beaucoup sont capturés à Sayler's Creek et seulement 7 hommes sont présents lors de la reddition le 9 avril 1865.
Un capitaine de la compagnie I, alors qu'il est dans une prison de l'Union, a écrit une strophe supplémentaire pour la chanson militaire populaire confédérée, Gober Peas.